# سیریادس

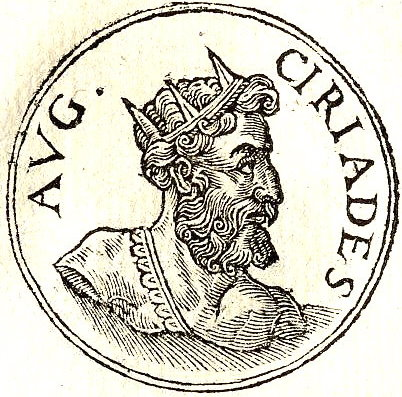

سیریادس نام فردی رومی بود. در تاریخ قیصرها از او در میان سی جبار نام برده شده است.
جزئیات دربارهٔ زندگی او ناروشن است. گویا او به دلیل بزهی که مرتکب شده‌بوده به ایران پناهنده می‌شود. او شاپور یکم و پسرش هرمز یکم را برای ورود به مرزهای روم راهنمایی و سپس برای تصرف انطاکیه میان سال‌های ۲۵۳ تا ۲۵۶ میلادی یاری‌نمود. گویا او از سوی ایرانیان به فرمانروایی رومیان گماشته گردیده است. به هر روی به زودی او به دست یارانش کشته‌شده و فرمانروایی کوتاه‌مدتش هم به پایان می‌رسد.